# GiedRé

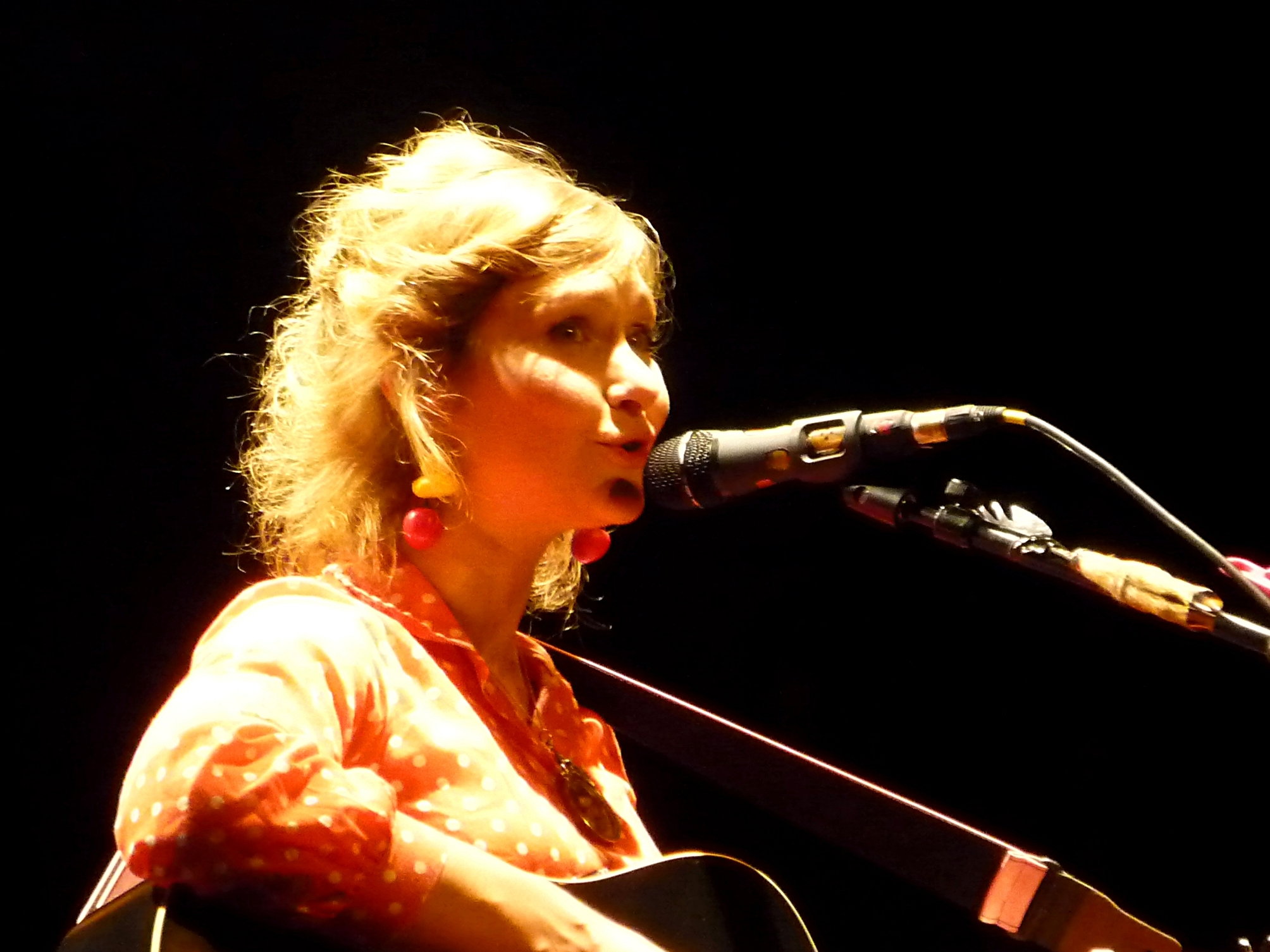
GiedRé im April 2013

GiedRé (tatsächlicher Name: Giedrė Barauskaitė; * 23. Oktober 1985 in Vilnius, Litauische SSR) ist eine in Frankreich lebende litauische Singer-Songwriterin und Komikerin.

## Leben

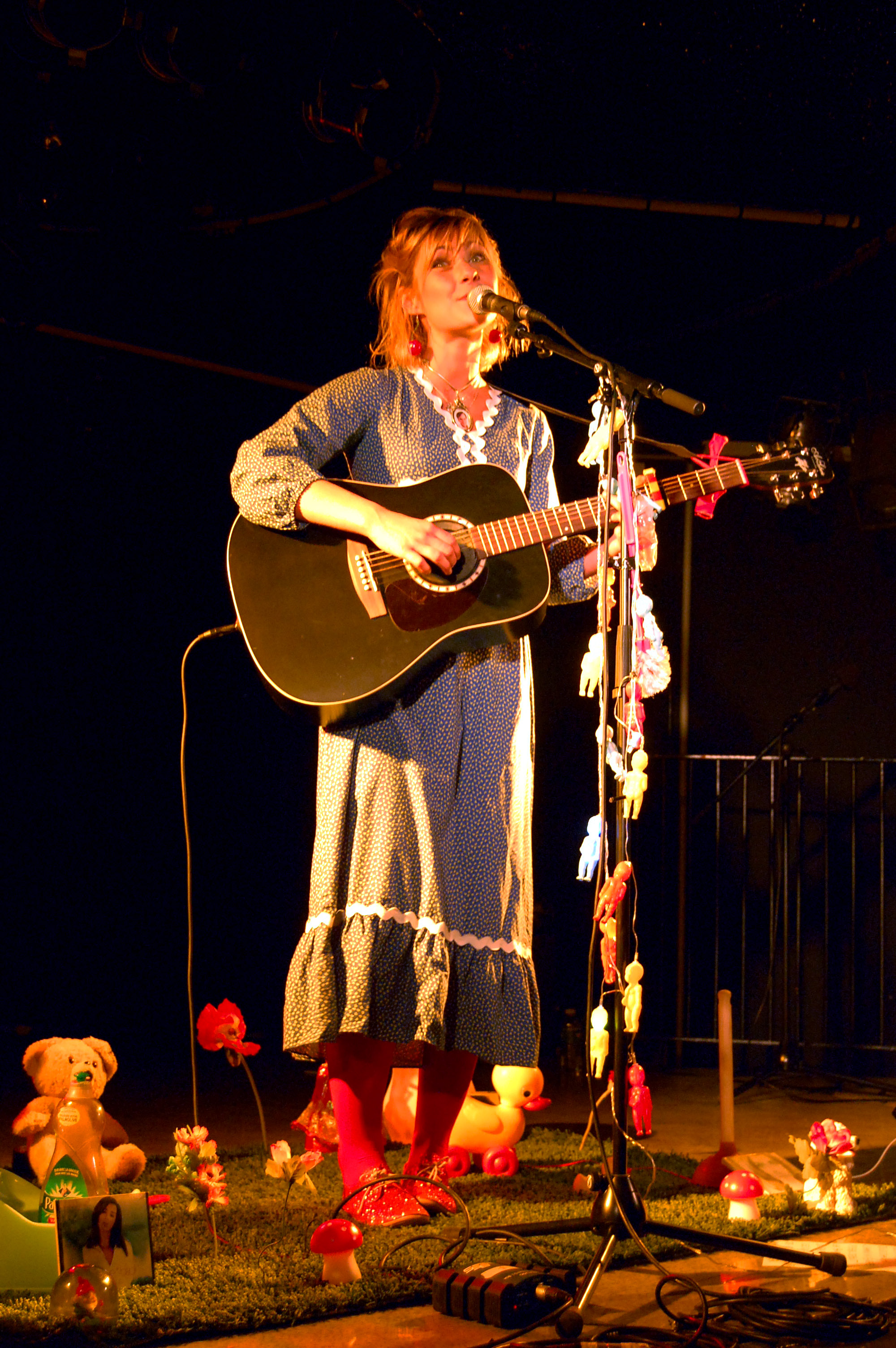
GiedRé an einem Konzert 2011

Giedrė Barauskaitė wurde noch zu sowjetischer Zeit in der litauischen Hauptstadt Vilnius geboren. Im Alter von sieben Jahren begleitete sie ihre Mutter, die sich nach dem Tod ihres Ehemannes in einem Pariser Vorort niederließ. Nach ihrem Baccalauréat studierte sie Theaterwissenschaft am Cours Florent und danach an der École nationale supérieure des arts et techniques du théâtre in Lyon (68. Abschlussjahrgang). In der Folge hatte sie kleine Fernseh- und Theaterrollen und spielte in Werbe-Spots. Etwa ab dem Jahr 2000 begann Barauskaitė Lieder zu komponieren, die sie in einer Quartierbar der Nachbarschaft vortrug. Nachdem sie Raphaël Mezrahi während einer dieser Vorstellungen aufgefallen war, spielte sie in dessen Vorprogramm im La Cigale. Sie wurde wiederholt in Laurent Baffies Radiosendung C'est quoi ce bordel ? auf Europe 1 eingeladen. Sie nahm den Bühnennamen «Moisie» an und bestritt Vorprogramme für Baffie und Oldelaf.
GiedRés erstes Album war eine Eigenproduktion und erschien 2011 unter dem Titel Mon premier disque. Die 2000 personalisierten Exemplare verkauften sich innerhalb von zwölf Wochen. GiedRé hatte sich für den Selbstvertrieb entschieden und schlug dafür Angebote der Musikindustrie aus. Im gleichen Jahr veröffentlichte sie Mon premier CdVd mit Musik-Clips.
Im Juni 2011 trat GiedRé am Festival de la cité von Lausanne erstmals in der Schweiz auf. 2011 und 2012 hatte sie über 100 Konzerte in Frankreich und anderen frankophonen Regionen. Sie spielte am Musikfestival Francofolies in La Rochelle, Spa und Montreal, sowie erneut in der Schweiz am Paléo Festival Nyon. Eine große Frankreich-Tournee mit dem Titel «tournante» schloss sich an.
2012 zählte GiedRé zu den Laureaten der Fonds d'action et d'initiative rock.
Mon premier album genre Panninni erschien am 1. April 2012. Das Album enthielt keine Disc, stattdessen ermöglichten selbstklebende Sammelbilder das Herunterladen der Lieder mittels eines Codes. Im Januar 2013 folgte eine Zusammenstellung ihrer besten Stücke unter dem Titel MoN PReMieR BesT oF und später das Album MoN PREMER ALbuM VeNdu daNS LeS VRAIS MAGASINS, das sie erstmals auf den regulären Vertriebswegen verkaufte.

## Musikalischer Stil, Texte

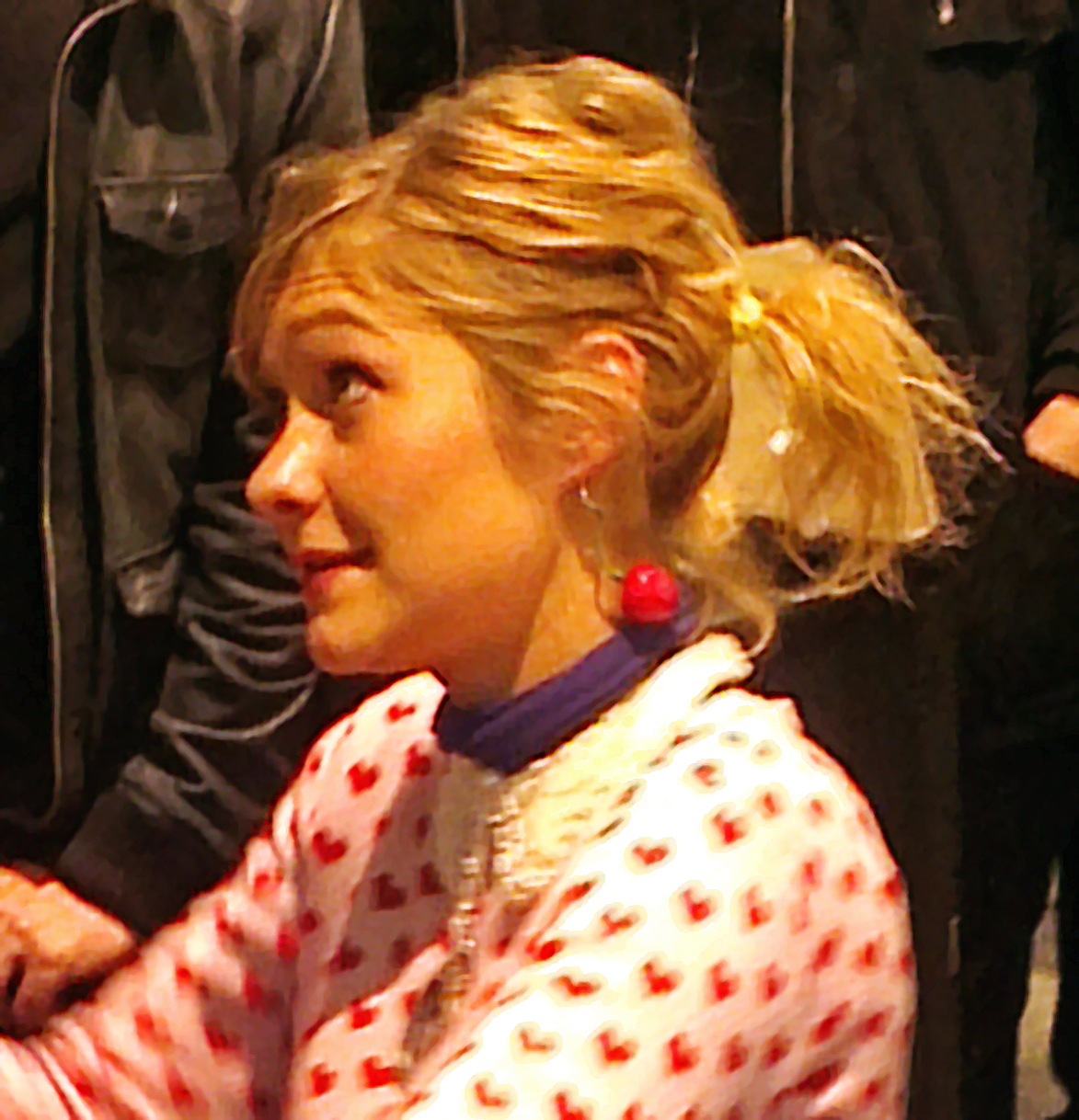
GiedRé im März 2013

Als „rüde“ und „politisch inkorrekt“ beschrieben und von schwarzem Humor gekennzeichnet behandeln die Texte von GiedRé Themen wie Prostitution und Pädophilie. Sie stehen im Gegensatz zur äußerlichen Erscheinung und der Bühnenpräsenz der zierlichen Chansonnière. GiedRé bewertet ihre Lieder nicht als provokant, sie beschreibe lediglich die Realität, die nun einmal oftmals schockierend sei.
Die Presse zieht bei ihren Liedern den Vergleich zu ähnlich groben Texten eines Pierre Perrets oder auch Georges Brassens’, den die Sängerin viel gehört hat. GiedRé bezeichnet sich als Anhängerin der Folkmusik und zählt den Komiker Jon Lajoie aus Québec und den amerikanischen Stand-up-Comedian George Carlin zu ihren Inspiratoren. Sie begleitet sich auf einer akustischen Gitarre.

## Diskographie
- 2011: Mon premier disque
- 2012: Mon premier album genre Panninni
- 2013: MoN PReMieR BesT oF
- 2013: MoN PREMIER ALbuM VeNdu daNS LeS VRAIS MAGASINS
- 2016: Lalala

## Videos
- 2011: Mon premier CdVd